# اوولد فرت (کارولینای شمالی)
اوولد فرت (به انگلیسی: Old Fort) شهری در ایالت کارولینای شمالی کشور ایالات متحده آمریکا است که جمعیت آن در سرشماری سال ۲۰۱۰ میلادی، ۹۰۸ نفر بوده‌است.